# 王宇 (正統進士)
王宇（1417年—1463年），字仲宏，河南祥符人。明朝政治人物，進士出身。

## 生平
王宇幼時記憶出眾，能日記萬言，時任兵部侍郎的于謙以之为奇。正統三年（1438年），王宇中式戊午科河南鄉試第一名舉人。正統四年（1439年），聯捷己未科進士，授南京戶部主事，升郎中，之後外放撫州府知府，任上為政簡靜，鋤強遏奸。
天順元年（1457年），因舉薦升任山東右布政使。次年改都察院右副都御史，巡撫宣府，期間彈劾中官嚴順、都督張林等。隨後巡撫大同，與石亨及從子石彪對抗，并彈劾督餉郎中楊益，又因戶部庇護，王宇一併彈劾戶部尚書沈固。隨後遭喪，起復為大理寺卿。他堅持辭去，皇帝不許。天順七年（1463年）卒。

## 外部連結
- . 中央研究院歷史語言研究所明清檔案工作室.   [2011-07-20]. （原始内容存档于2018-09-07）.